# Primera División Amateur 2022
Het seizoen 2022 van de Primera División Amateur was het zesde seizoen van deze Uruguayaanse voetbalcompetitie op het derde niveau. De competitie begon op 4 juni en eindigde op 30 oktober 2022.

## Teams
Er namen 23 ploegen deel aan de Primera División Amateur tijdens het seizoen 2022. Negentien ploegen deden vorig seizoen ook mee aan deze competitie. Deportivo Italiano FC del Uruguay en Durazno FC keerden na een lange afwezigheid weer terug in de voetbalpiramide. Deportivo Italiano had in 2002 voor het laatst meegespeeld, Durazno keerde voor het eerst sinds 2011 weer terug. Verder promoveerden CS Miramar Misiones (kampioen) en La Luz FC (via de nacompetitie) vorig seizoen naar de Segunda División. Hun plekken werden ingenomen door de gedegradeerde ploegen CA Villa Teresa en Rocha FC.
| Club                              | Stad             | Vorig seizoen |
| --------------------------------- | ---------------- | ------------- |
| CA Alto Perú                      | Montevideo       | 21e           |
| CA Artigas                        | Montevideo       | 10e           |
| CA Basáñez                        | Montevideo       | 5e            |
| CA Bella Vista                    | Montevideo       | 4e            |
| Canadian SC                       | Montevideo       | 9e            |
| Colón FC                          | Montevideo       | 7e            |
| Club Deportivo Colonia            | Juan Lacaze      | 16e           |
| Deportivo Italiano FC del Uruguay | Montevideo       | Geen deelname |
| Durazno FC                        | Durazno          | Geen deelname |
| Huracán FC                        | Montevideo       | 17e           |
| CSD Huracán Buceo                 | Montevideo       | 12e           |
| CSD Los Halcones                  | Montevideo       | 19e           |
| Mar de Fondo FC                   | Montevideo       | 15e           |
| Club Oriental de Football         | La Paz           | 13e           |
| CD Parque del Plata               | Parque del Plata | 20e           |
| Paysandú FC                       | Paysandú         | 11e           |
| CA Platense                       | Montevideo       | 14e           |
| IA Potencia                       | Montevideo       | 18e           |
| Rocha FC                          | Rocha            | 12e (2ª)      |
| Salto FC                          | Salto            | 6e            |
| Salus FC                          | Montevideo       | 8e            |
| Tacuarembó FC                     | Tacuarembó       | 3e            |
| CA Villa Teresa                   | Montevideo       | 11e (2ª)      |

## Primera Fase
De Primera Fase (eerste fase) werd gespeeld van 4 juni tot en met 7 augustus 2022. De 23 deelnemende ploegen werden in twee groepen geloot (twaalf ploegen in Groep A en elf in Groep B). In beide groepen speelden de ploegen eenmaal tegen elkaar. De vijf beste ploegen per groep kwalificeerden zich voor de eindfase, waarin gestreden werd om de titel en om promotie naar de Segunda División.
In Groep A eindigde CA Bella Vista op de eerste plaats. Ondanks nederlagen tegen Durazno FC en Colón FC waren ze twee wedstrijden voor het einde al zeker van kwalificatie. Durazno en Colón kwalificeerden zich in die zelfde week ook en werden uiteindelijk tweede en derde. De laatste twee ploegen waren pas op de slotdag zeker van deelname aan de eindfase. Nieuwkomer Deportivo Italiano FC del Uruguay verloor van Bella Vista en had daardoor geen kans meer op een plekje in de top-vijf. Ook degradant Rocha FC werd uitgeschakeld: zij hadden van Mar de Fondo FC moeten winnen om in de top-vijf te komen, maar het doelpuntloze gelijkspel betekende dat Mar de Fondo zich kwalificeerde. Mede-degradant CA Villa Teresa redde het wel dankzij een puntendeling met Colón. Hierdoor bleef Colón ongeslagen tijdens de eerste fase.
Groep B werd gewonnen door Club Oriental de Football. Op de tweede speeldag leden ze een ruime 2–5 nederlaag tegen Tacuarembó FC, maar in de overige negen wedstrijden haalden ze acht zeges en een remise. Canadian SC was de eerste ploeg die zich wist te kwalificeren voor de eindfase, maar eindigde op doelsaldo uiteindelijk als tweede in de groep. Ook Tacuarembó plaatste zich al voor de laatste speelronde. In het slotweekend van de eerste fase maakten IA Potencia, Club Deportivo Colonia en CA Basáñez nog kans op de twee laatste tickets voor de eindfase. Basáñez leed een nederlaag tegen CA Artigas, waardoor Potencia en Deportivo Colonia automatisch zeker waren van een plekje in de top-vijf. CA Alto Perú kon voor het derde jaar op rij geen enkele wedstrijd winnen.
Vorig jaar waren er zes ploegen die de eerste fase overleefden, maar uiteindelijk niet promoveerden naar de Segunda División. Slechts drie daarvan wisten zich nu wederom te plaatsen voor de eindfase (Bella Vista, Colón en Tacuarembó); Basáñez, Salto FC en Salus FC werden uitgeschakeld. Ten opzichte van het voorgaande seizoen haalden Canadian, Deportivo Colonia, Oriental, Mar de Fondo en Potencia het nu wel. Durazno (vorig seizoen geen deelname) en Villa Teresa (vorig seizoen nog actief in de Segunda División) wisten zich ook te plaatsen voor de eindfase.

### Groep A
|     | Club                         | Sp. | W | G | V | Pnt. | DV | DT | DS  |
| --- | ---------------------------- | --- | - | - | - | ---- | -- | -- | --- |
| 1.  | CA Bella Vista               | 11  | 9 | 0 | 2 | 27   | 21 | 5  | +16 |
| 2.  | Durazno FC                   | 11  | 7 | 2 | 2 | 23   | 18 | 9  | +9  |
| 3.  | Colón FC                     | 11  | 6 | 5 | 0 | 23   | 16 | 7  | +9  |
| 4.  | Mar de Fondo FC              | 11  | 4 | 5 | 2 | 17   | 7  | 5  | +2  |
| 5.  | CA Villa Teresa              | 11  | 5 | 2 | 4 | 17   | 14 | 15 | –1  |
| 6.  | Rocha FC                     | 11  | 4 | 3 | 4 | 15   | 21 | 13 | +8  |
| 7.  | Deportivo Italiano FC del U. | 11  | 4 | 3 | 4 | 15   | 17 | 14 | +3  |
| 8.  | Salto FC                     | 11  | 4 | 0 | 7 | 12   | 9  | 15 | –6  |
| 9.  | Huracán FC                   | 11  | 3 | 2 | 6 | 11   | 5  | 14 | –9  |
| 10. | CSD Los Halcones             | 11  | 3 | 1 | 7 | 10   | 11 | 24 | –13 |
| 11. | Paysandú FC                  | 11  | 2 | 3 | 6 | 9    | 7  | 14 | –7  |
| 12. | Salus FC                     | 11  | 1 | 2 | 8 | 5    | 4  | 15 | –11 |

### Groep B
|     | Club                      | Sp. | W | G | V | Pnt. | DV | DT | DS  | Tot. |
| --- | ------------------------- | --- | - | - | - | ---- | -- | -- | --- | ---- |
| 1.  | Club Oriental de Football | 10  | 8 | 1 | 1 | 25   | 24 | 10 | +14 | 27,5 |
| 2.  | Canadian SC               | 10  | 7 | 2 | 1 | 25   | 20 | 10 | +10 | 27,5 |
| 3.  | IA Potencia               | 10  | 6 | 2 | 2 | 20   | 14 | 6  | +8  | 22   |
| 4.  | Tacuarembó FC             | 10  | 6 | 1 | 3 | 19   | 20 | 6  | +14 | 20,9 |
| 5.  | Club Deportivo Colonia    | 10  | 5 | 2 | 3 | 17   | 15 | 7  | +8  | 18,7 |
| 6.  | CA Basáñez                | 10  | 4 | 2 | 4 | 14   | 15 | 11 | +4  | 15,4 |
| 7.  | CA Platense               | 10  | 3 | 2 | 5 | 11   | 11 | 14 | –3  | 12,1 |
| 8.  | CA Artigas                | 10  | 4 | 1 | 5 | 9    | 11 | 11 | 0   | 9,9  |
| 9.  | CSD Huracán Buceo         | 10  | 1 | 2 | 7 | 8    | 7  | 13 | –6  | 8,8  |
| 10. | CD Parque del Plata       | 10  | 2 | 2 | 6 | 8    | 6  | 22 | –16 | 8,8  |
| 11. | CA Alto Perú              | 10  | 0 | 1 | 9 | 1    | 5  | 38 | –33 | 1,1  |

### Legenda
| Kleur | Kwalificatie voor |
| ----- | ----------------- |
|       | Fase Final        |

## Fase Final
De Fase Final (eindfase) werd gespeeld van 19 augustus tot en met 16 oktober 2022. De vijf beste ploegen uit beide groepen kwalificeerden zich voor deze fase, waarbij de resultaten uit de eerste groepsfase ook meetelden. Omdat de ploegen in Groep B een wedstrijd minder hadden gespeeld werd hun puntentotaal vermenigvuldigd met 1,1. Hierdoor begonnen Club Oriental de Football en Canadian SC als koploper aan de tweede fase met 27½ punt, gevolgd door CA Bella Vista met een half punt minder. De deelnemers speelden vervolgens eenmaal tegen elkaar.
De nummers een en twee promoveerden naar de Segunda División. De nummers drie en vier kwalificeerden zich voor de Repechaje (nacompetitie) tegen een ploeg uit de Segunda División met een plekje in die divisie als inzet.
Oriental verstevigde meteen hun leidende positie door met 0–2 van Bella Vista te winnen, terwijl Canadian van Colón FC verloor. De twee daaropvolgende weken wonnen Oriental en Bella Vista wel allebei, terwijl Canadian nog eens twee keer verloor. Na drie duels waren behalve Oriental ook IA Potencia en Tacuarembó FC ongeslagen in de eindfase. Tijdens de vierde speelronde troffen Oriental en Tacuarembó elkaar: deze wedstrijd won Tacuarembó met 1–0, hoewel Oriental wel nog aan de leiding bleef.
In de vijfde speelronde won CA Villa Teresa van Mar de Fondo FC, maar mede door resultaten in andere wedstrijden waren beide ploegen kansloos voor een rechtstreekse promotieplaats. Ook Club Deportivo Colonia - dat nog geen enkele wedstrijd in de eindfase had gewonnen - was reeds uitgeschakeld voor een plekje bij de beste twee. Oriental behield de eerste plaats door Potencia te verslaan en bleef ook na een gelijkspel tegen Villa Teresa koploper.
Met nog drie wedstrijden te spelen waren er nog vier ploegen die kans maakten op rechtstreekse promotie: Oriental, Tacuarembó (die allebei al zeker waren van minimaal nacompetitie), Bella Vista en Potencia. Deze vier ploegen speelden in de zevende speelronde allemaal gelijk (Bella Vista en Tacuarembó tegen elkaar), maar een wedstrijd voor het einde nam Tacuarembó de leiding over door met 2–1 van Potencia te winnen, terwijl Oriental en Bella Vista wederom een gelijkspel behaalden. Oriental deed dit tegen Canadian, de nummer vijf. Hierdoor kon Canadian niet meer in de top-vier eindigen en was Potencia zeker van deelname aan de nacompetitie.
In het slotweekend konden Tacuarambó, Oriental en Bella Vista allemaal nog kampioen worden. Bella Vista won met 5–1 van Potencia, maar dat was niet genoeg, omdat zowel Oriental (tegen Mar de Fondo) als Tacuarembó (tegen Villa Teresa) gelijkspeelden. De titel ging dus naar Tacuarembó met 0,4 punt voorsprong op Oriental. Beide ploegen promoveerden naar de Segunda División. Bella Vista eindigde met een half punt achterstand op Oriental en kwalificeerde zich voor de nacompetitie. Tacuarembó promoveerde na twee jaar weer naar de Segunda División; voor Oriental was hun laatste verblijf in die competitie vier jaar geleden.
Tacuarembó bleek uiteindelijk de beste ploeg in de eindfase: met zeven zeges en twee gelijke spelen haalden ze 23 punten, zeven meer dan Oriental en Bella Vista. De top-vier in dit klassement was uiteindelijk ook de top-vier in de eindstand.

### Klassement Fase Final
|     | Club                      | Sp. | W | G | V | Pnt. | DV | DT | DS  |
| --- | ------------------------- | --- | - | - | - | ---- | -- | -- | --- |
| 1.  | Tacuarembó FC             | 9   | 7 | 2 | 0 | 23   | 14 | 5  | +9  |
| 2.  | Club Oriental de Football | 9   | 4 | 4 | 1 | 16   | 17 | 7  | +10 |
| 3.  | CA Bella Vista            | 9   | 4 | 4 | 1 | 16   | 17 | 11 | +6  |
| 4.  | IA Potencia               | 9   | 4 | 2 | 3 | 14   | 11 | 10 | +1  |
| 5.  | Mar de Fondo FC           | 9   | 1 | 6 | 2 | 11   | 10 | 11 | –1  |
| 6.  | CA Villa Teresa           | 9   | 2 | 4 | 3 | 10   | 10 | 12 | –2  |
| 7.  | Colón FC                  | 9   | 2 | 4 | 3 | 10   | 8  | 15 | –7  |
| 8.  | Durazno FC                | 9   | 1 | 3 | 5 | 6    | 7  | 12 | –5  |
| 9.  | Canadian SC               | 9   | 1 | 4 | 4 | 6    | 5  | 10 | –5  |
| 10. | Club Deportivo Colonia    | 9   | 1 | 3 | 5 | 6    | 7  | 13 | –6  |

## Totaalstand
|     | Club                         | Sp. | W  | G  | V | Pnt. | DV | DT | DS  |
| --- | ---------------------------- | --- | -- | -- | - | ---- | -- | -- | --- |
| 1.  | Tacuarembó FC                | 19  | 13 | 3  | 3 | 43,9 | 34 | 11 | +23 |
| 2.  | Club Oriental de Football    | 19  | 12 | 5  | 2 | 43,5 | 41 | 17 | +24 |
| 3.  | CA Bella Vista               | 20  | 13 | 4  | 3 | 43   | 38 | 16 | +22 |
| 4.  | IA Potencia                  | 19  | 10 | 4  | 5 | 36   | 25 | 16 | +9  |
| 5.  | Canadian SC                  | 19  | 8  | 6  | 5 | 33,5 | 25 | 20 | +5  |
| 6.  | Colón FC                     | 20  | 8  | 9  | 3 | 33   | 24 | 22 | +2  |
| 7.  | Durazno FC                   | 20  | 8  | 5  | 7 | 29   | 25 | 21 | +4  |
| 8.  | Mar de Fondo FC              | 20  | 5  | 11 | 4 | 28   | 17 | 16 | +1  |
| 9.  | CA Villa Teresa              | 20  | 7  | 6  | 7 | 27   | 24 | 27 | –3  |
| 10. | Club Deportivo Colonia       | 19  | 6  | 5  | 8 | 24,7 | 22 | 20 | +2  |
| 11. | CA Basáñez                   | 10  | 4  | 2  | 4 | 15,4 | 15 | 11 | +4  |
| 12. | Rocha FC                     | 11  | 4  | 3  | 4 | 15   | 20 | 13 | +7  |
| 13. | Deportivo Italiano FC del U. | 11  | 4  | 3  | 4 | 15   | 17 | 14 | +3  |
| 14. | CA Platense                  | 10  | 3  | 2  | 5 | 12,1 | 11 | 14 | –2  |
| 15. | Salto FC                     | 11  | 4  | 0  | 7 | 12   | 9  | 15 | –6  |
| 16. | Huracán FC                   | 11  | 3  | 2  | 6 | 11   | 5  | 14 | –9  |
| 17. | CSD Los Halcones             | 11  | 3  | 1  | 7 | 10   | 11 | 24 | –13 |
| 18. | CA Artigas                   | 10  | 4  | 1  | 5 | 9,9  | 11 | 11 | 0   |
| 19. | Paysandú FC                  | 11  | 2  | 3  | 6 | 9    | 7  | 14 | –7  |
| 20. | CSD Huracán Buceo            | 10  | 1  | 2  | 7 | 8,8  | 7  | 13 | –6  |
| 21. | CD Parque del Plata          | 10  | 2  | 2  | 6 | 8,8  | 6  | 22 | –16 |
| 22. | Salus FC                     | 11  | 1  | 2  | 8 | 5    | 4  | 15 | –11 |
| 23. | CA Alto Perú                 | 10  | 0  | 1  | 9 | 1,1  | 5  | 38 | –33 |

### Legenda
| Kleur | Kwalificatie voor                                       |
| ----- | ------------------------------------------------------- |
|       | Promotie naar de Segunda División 2023                  |
|       | Barragewedstrijden om promotie naar de Segunda División |

## Nacompetitie
CA Bella Vista en IA Potencia, de nummers drie en vier van de eindstand, namen het op tegen Central Español FC en CSD Villa Española; de ploegen die in de degradatietabel van de Segunda División op de twee onderste plekken waren geëindigd. De winnaars zouden volgend seizoen in de Segunda División spelen en de verliezers zouden uitkomen in de Primera División Amateur.
Bella Vista en Villa Española speelden tegen elkaar en Villa Española won de heenwedstrijd met 1–0. In de terugwedstrijd bracht Bella Vista de stand na een kwartier spelen in balans. In de tweede helft scoorden de Papales nogmaals, waardoor ze over twee wedstrijden gezien de beste waren. In de blessuretijd kregen beide ploegen nog een rode kaart. Bella Vista keerde na een driejarig verblijf weer terug naar het tweede niveau.
De eerste ontmoeting tussen Central Español en Potencia eindigde doelpuntloos. In het beslissende tweede duel de week erop kwam Potencia op een 2–0 voorsprong. In de laatste twintig minuten maakte Central Español echter nog gelijk, waardoor er een verlenging noodzakelijk was. Hierin scoorde Leandro Sureda namens Potencia de winnende 3–2. El Pote promoveerde hierdoor voor het eerst in hun bestaan naar de Segunda División, terwijl Central Español voor het eerst ooit degradeerde uit de tweede divisie.
|                                   |                |                                    |                    |                                                                            |
| 22 oktober 2022 10:15 uur (UTC−3) | CA Bella Vista | 0 – 1                              | CSD Villa Española | Estadio Parque Palermo, Montevideo Scheidsrechter: Diego Dunajec (Uruguay) |
| 22 oktober 2022 10:15 uur (UTC−3) |                | Verslag (Flashscore) Verslag (AUF) | 55' Tarragona      | Estadio Parque Palermo, Montevideo Scheidsrechter: Diego Dunajec (Uruguay) |

|                                   |                    |                                    |                        |                                                                               |
| 29 oktober 2022 15:15 uur (UTC−3) | CSD Villa Española | 0 – 2                              | CA Bella Vista         | Estadio Obdulio Varela, Montevideo Scheidsrechter: Mathías de Armas (Uruguay) |
| 29 oktober 2022 15:15 uur (UTC−3) |                    | Verslag (Flashscore) Verslag (AUF) | 16' Ferreira 69' Viera | Estadio Obdulio Varela, Montevideo Scheidsrechter: Mathías de Armas (Uruguay) |

CA Bella Vista wint met 2-1 over twee duels en promoveert naar de Segunda División. CSD Villa Española degradeert naar de Primera División Amateur
|                                   |                                    |       |             |                                                                              |
| 23 oktober 2022 10:00 uur (UTC−3) | Central Español FC                 | 0 – 0 | IA Potencia | Estadio Parque Palermo, Montevideo Scheidsrechter: Nicolás Vignolo (Uruguay) |
| 23 oktober 2022 10:00 uur (UTC−3) | Verslag (Flashscore) Verslag (AUF) |       |             | Estadio Parque Palermo, Montevideo Scheidsrechter: Nicolás Vignolo (Uruguay) |

|                                   |                                     |                                    |                       |                                                                                   |
| 30 oktober 2022 11:15 uur (UTC−3) | IA Potencia                         | 3 – 2 (n.v.)                       | CA Villa Teresa       | Estadio Olímpico Pedro Arispe, Montevideo Scheidsrechter: Pablo Giménez (Uruguay) |
| 30 oktober 2022 11:15 uur (UTC−3) | Mimbacas 32' Ocampo 57' Sureda 100' | Verslag (Flashscore) Verslag (AUF) | 76' Sánchez 83' Bueno | Estadio Olímpico Pedro Arispe, Montevideo Scheidsrechter: Pablo Giménez (Uruguay) |

IA Potencia wint na verlenging met 3-2 over twee duels en promoveert naar de Segunda División. Central Español FC degradeert naar de Primera División Amateur